# Vynova
Vynova ist eine Gruppe von Chemieunternehmen im Besitz der International Chemical Investors Group (ICIG). Vynova ist auf dem Gebiet der Chlorchemie („Chlorvinyl“) tätig und in Europa führend bei der Produktion von Suspensions-Polyvinylchlorid und Kaliumhydroxid (KOH).

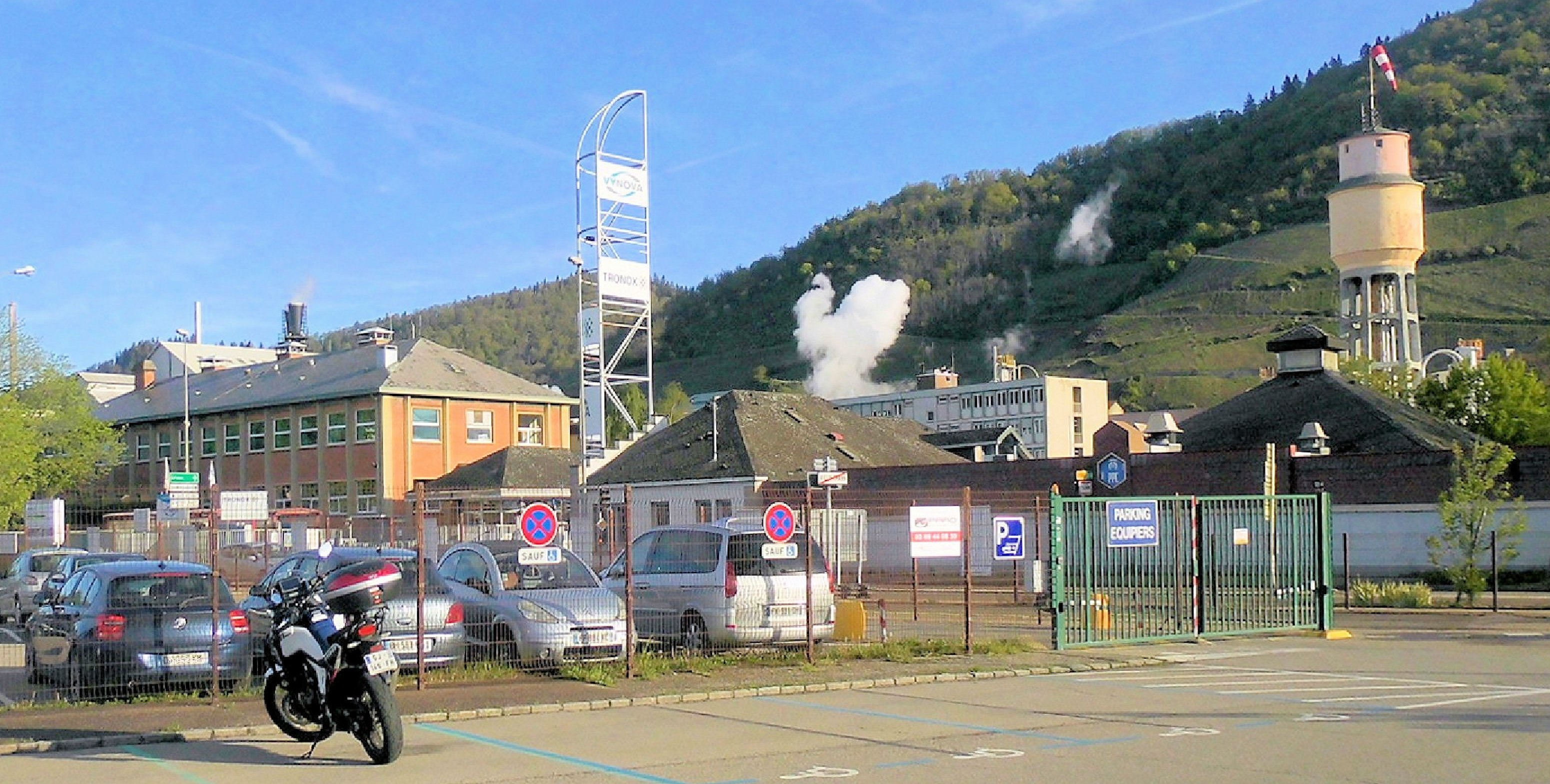
Vynova-Werk im elsässischen Thann

## Geschichte
Vynova entstand zum 1. August 2015 aus mehreren Geschäftsteilen von INEOS und Solvay. Vorher waren diese bereits im Joint Venture Inovyn zusammengefasst worden.

## Werke
- Membranelektrolyse, Ethylendichlorid-/Vinylchlorid-Anlage und KOH-Betrieb in Tessenderlo, Belgien
- PVC-Anlage in Mazingarbe, Frankreich
- PVC-Anlage in Beek, Niederlande
- PVC- und Vinylchlorid-Anlagen: Chemiewerk Voslapp in Wilhelmshaven, Deutschland
- Ethylendichlorid-Anlagen in Runcorn, Großbritannien